# کاخ وکیو
کاخ وکیو (به معنای «کاخ قدیمی») تالار شهر فلورانس در ایتالیاست. این بنا مشرف به میدان پیاتزا دلا سینیوریا است؛ میدانی که نسخه‌ای از تندیس داوود اثر میکل‌آنژ در آن قرار دارد و در کنار آن، نگارخانه‌ای از مجسمه‌ها در لوجا دی لانزی دیده می‌شود.
این بنا که در ابتدا «کاخ سینیوریا» نام داشت، برگرفته از نام «سینوریای فلورانس»، نهاد حاکم بر جمهوری فلورانس بود. این بنا با نام‌های دیگری نیز شناخته می‌شد: «کاخ مردم»، «کاخ دی پریوری» و «کاخ دوکاله»، که متناسب با کاربردهای مختلف کاخ در طول تاریخ طولانی آن بود. این بنا نام فعلی خود را زمانی به دست آورد که اقامتگاه دوک مدیچی از رودخانه آرنو به کاخ پیتی منتقل شد.

## تاریخچه

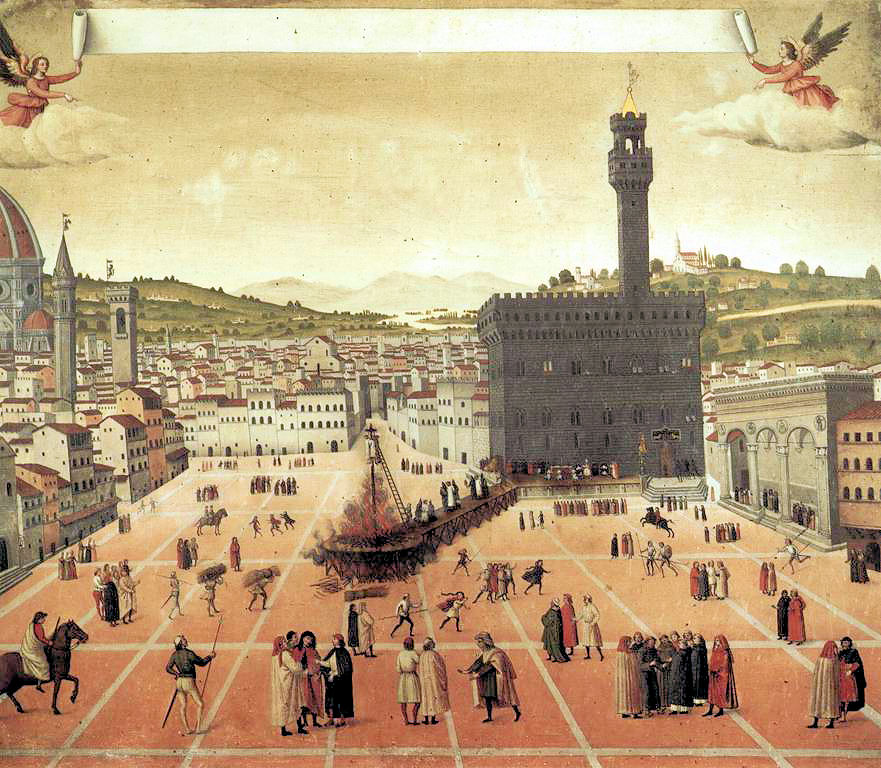
نقاشی کاخ و میدان در سال ۱۴۹۸، در زمان اعدام جیرولامو ساونارولا

در سال ۱۲۹۹، دولت و مردم فلورانس تصمیم گرفتند قصری بسازند که شایسته اهمیت این شهر باشد و در دوران ناآرامی، پناهگاهی امن و قابل دفاع برای مقام‌های دولت شهر فراهم کند.[۱]
آرنولفو دی کامبیو، معمار کلیسای جامع (دومو) و کلیسای سانتا کروچه، ساخت این بنا را بر ویرانه‌های قصر فانتـی و قصر مأمور اجرای عدالت آغاز کرد؛ ساختمان‌هایی که زمانی متعلق به خاندان اوبرتی بودند.
جووانی ویلانی (۱۲۷۶–۱۳۴۸) در اثر خود به نام تاریخ نو می‌نویسد که خاندان اوبرتی «گوئلف‌ها و گیبلین‌ها» بودند و تأکید می‌کند که این قصر به‌گونه‌ای ساخته شد تا اطمینان حاصل شود که خانه‌های خاندان اوبرتی هرگز در همان محل بازسازی نخواهند شد.
این ساختمان مکعبی شکل از سنگ‌کاری سبک هنری روستیک محکم ساخته شده است و دارای دو ردیف پنجره گوتیک دو نورگیر است که هر کدام دارای یک طاق سه‌برگه هستند. در قرن پانزدهم، میکلوزو نقش برجسته‌های تزئینی صلیب و نماد گل زنبق را در میان اسپندرال اضافه کرد. این ساختمان با دیوارهای کنگره‌دار برجسته که توسط طاق‌ها و پیش‌آمدگی‌های کوچک پشتیبانی می‌شوند، تاج‌گذاری شده است. در زیر طاق‌ها، مجموعه‌ای تکراری از نه نماد گل زنبق نقاشی شده جمهوری فلورانس قرار دارد. برخی از این طاق‌ها می‌توانند به عنوان مزغل استفاده شوند. برای ریختن مایعات یا سنگ‌های داغ روی مهاجمان.

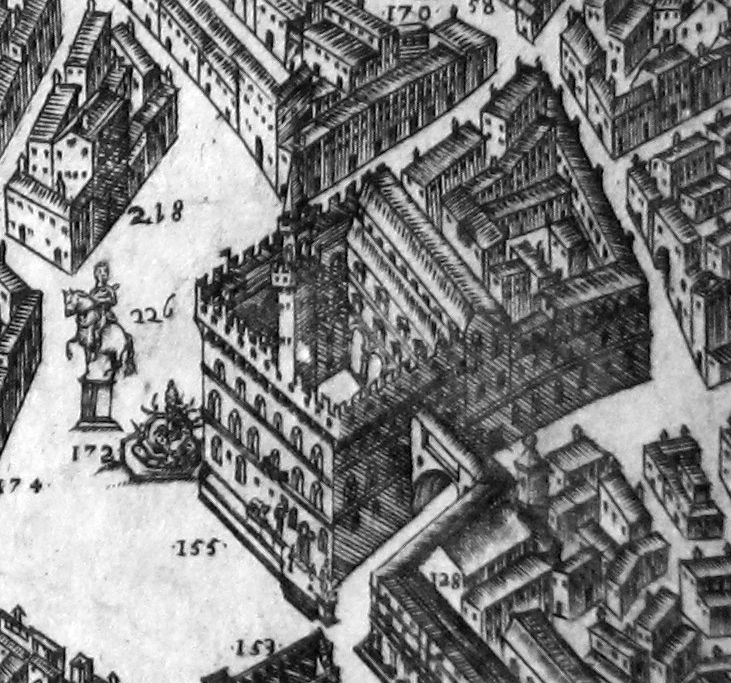
حکاکی نقشه‌ای که کاخ و میدان را به همراه راهرو نشان می‌دهد، اثر استفانو بونسینوری، ۱۵۸۴

این ساختمان مستحکم و عظیم با برج ساده‌ای که ساعتش در آن قرار دارد، جلوه بیشتری پیدا کرده است. جیووانی ویلانی نوشته است که آرنولفو دی کامبیو برج باستانی خانواده فورابوسکی (برجی که در آن زمان با نام «لا واکا» یا «گاو» شناخته می‌شد) را به عنوان زیربنای خود در نمای برج جدید گنجانده است؛ به همین دلیل است که برج مستطیلی (ارتفاع ۹۴ متر) مستقیماً در مرکز ساختمان قرار ندارد. این برج شامل دو سلول کوچک است که در زمان‌های مختلف، کوزیمو د مدیچی (بزرگتر) (۱۴۳۵) و گیرولامو ساوونارولا (۱۴۹۸) را در خود زندانی کرده بودند. این برج به نام طراح آن، توره د آرنولفو، نامگذاری شده است. ساعت بزرگ و تک عقربه‌ای برج در ابتدا در سال ۱۳۵۳ توسط نیکولو برناردو، اهل فلورانس، ساخته شد، اما در سال ۱۶۶۷ با یک نمونهٔ مشابه که توسط گئورگ لدرله از شهر آگسبورگ آلمان (ایتالیایی‌ها او را جورجو لدرله اهل آگوستا می‌نامند) ساخته و توسط وینچنزو ویویانی نصب شده بود، جایگزین شد.